# Willy Coolsaet
Willy Coolsaet (Moorsele, 1938) is een Belgisch filosoof en schrijver en voormalig gewoon hoogleraar aan de Universiteit Gent. Hij staat bekend als de filosoof van de eindigheid.

## Levensloop
In 1984 promoveerde hij tot doctor in de wijsbegeerte, met een verhandeling gewijd aan de filosofie van de Franse filosoof Maurice Merleau-Ponty. Zijn promotor en leermeester hierbij was Rudolf Boehm.
De boeken die hij vanaf 1987 publiceerde vormen een geheel. Ze bieden een cultuurgeschiedenis, die verder bouwt op de eindigheidsidee en op de verwevenheid van natuur en mens. Hiermee realiseert hij een filosofie van het concrete individu en  van het dagelijkse leven.  
Samen met zijn echtgenote, Lut Vanoverberghe, schreef hij verhalen over Moorsele. Ook nog samen met haar komt hij op voor de bescherming en behoud van bedreigd erfgoed. Ze ondernamen in 2015 actie voor het behoud van het bedreigde huis Bellini in de Witte Molenstraat in Moorsele, de woning van verschillende negentiende-eeuwse burgemeesters en waardevol architecturaal erfgoed.

## Publicaties
- Kritiek der grondslagen van onze tijd, vertaling van het gelijknamige hoofdwerk van R. Boehm, 1977.
- Produceren om te produceren, 1982 & 1996. Het boek is een interpretatie van het werk van Karl Marx.
- Staat of valt het marxisme met de arbeidswaardeleer?, in: Vlaams Marxistisch Tijdschrift, 1983.
- Naar een filosofie van de eindigheid, 1984. Dit is de doctoraatsverhandeling van Coolsaet over de Franse filosoof Maurice Merleau-Ponty.
- Van pastoors en andere vrome lieden te Moorsele, samen met Lut Vanoverberghe & Dirk Lust, Davidsfonds Moorsele, 1989.
- Autarkeia, over de menselijke verhoudingen bij de Grieken, uitg. Garant, 1993.
- Het Kapitalisme oorzaak van de milieucrisis, in: Vlaams Marxistisch Tijdschrift, 1996.
- Mens en arbeid, 1997.
- Mens tegenover mens, op het thema 'zelfgenoegzaamheid', uitg. Garant, 1997.
- Van Hobbes tot Hitler, 1998.
- Eenzaam in de kosmos, een met de kosmos, 1998.
- Op de vlucht voor de eindigheid. De ziekte van de moderniteit, uitg. Garant, 2006.
- Solidariteit/Rivaliteit. Ruil en gift bij Marcel Mauss en Pierre Bourdieu, 2010.
- Perspectieven op literatuur, filosofische reflecties bij Barnes, Albert Camus, Herman de Coninck, Herman Hesse, Michel Houellebecq, Philip Roth, Stijn Streuvels en Winterson, 2010.
- Schijnbare werkelijkheid : de idee van een fenomenologische filosofie, vertaling, samen met Guy Quintelier, van een werk van Boehm, Gent, uitg. Imago, 2014.
- Nietzsche over de wil tot macht. Foucault in zijn spoor, uitg. Klement, 2015.